# Гельмут Гудель
Гельмут Еріх Гудель (нім. Helmut Erich Hudel; 4 липня 1915, Раунгайм — 11 березня 1985, Франкфурт-на-Майні) — німецький офіцер, майор вермахту. Кавалер Лицарського хреста Залізного хреста з дубовим листям.

## Біографія
У 1934 році вступив на службу в 5-й мотоциклетний батальйон. У 1936 році переведений в 4-й танковий полк. З 1 січня 1938 року — викладач військового училища в Потсдамі. Наприкінці червня 1940 року зарахований в 7-й танковий полк. Учасник Німецько-радянської війни, командував 1-ю ротою, а потім 1-м батальйоном свого полку. На початку 1944 року призначений командиром дислокованого в Італії 508-го важкого танкового батальйону, на озброєнні якого були танки «Тигр». Відзначився у боях у районі Неттуно. З серпня 1944 року — командир танкового навчального і запасного батальйону «Велика Німеччина». У лютому 1945 року призначений командиром танкового навчального полку, з яким брав участь у боях на Заході. У травні 1945 року взятий в полон союзниками.

## Звання
- Фанен-юнкер (1934)
- Лейтенант (1936)
- Оберлейтенант (1940)
- Гауптман (1942)
- Майор (1 червня 1943)

## Нагороди
- Медаль «За вислугу років у Вермахті» 4-го класу (4 роки)
- Залізний хрест
  - 2-го класу (2 липня 1941 року)
  - 1-го класу (21 липня 1941 року)
- Нагрудний знак «За танкову атаку» в сріблі (11 липня 1941 року)
- Нагрудний знак «За поранення» в чорному (1 січня 1942 року)
- Лицарський хрест Залізного хреста з дубовим листям
  - лицарський хрест (27 травня 1942 року)
  - дубове листя (№ 219; 2 квітня 1943 року)
- Медаль «За зимову кампанію на Сході 1941/42» (17 серпня 1942 року)
- Медаль «За італо-німецьку кампанію в Африці» (Королівство Італія)
- Нарукавна стрічка «Африка»